# Velikonoční vigilie
Velikonoční vigilie je v liturgickém kalendáři noc z Bílé soboty na neděli Zmrtvýchvstání Páně, noc nocí – noc, kdy vstal z mrtvých Ježíš Kristus. Liturgická barva je bílá. 
V katolické církvi je velikonoční vigilie samostatnou liturgií připomínající a zpřítomňující Kristovo zmrtvýchvstání.
Struktura bohoslužby:
- bohoslužba světla
- bohoslužba slova
- křestní bohoslužba
- eucharistie

Bohoslužba začíná po západu slunce mimo kostel svěcením velikonočního ohně. Od něj se rozsvítí velikonoční svíce (paškál), a je knězem nebo jáhnem nesena v průvodu do ztemnělého kostela. Věřící si od ní zapalují vlastní svíce. Kristovo světlo přemáhá temnotu hříchu a smrti. Po příchodu do kostela zazní na adresu této svíce velikonoční chvalozpěv, tzv. Exsultet, který tvoří vrchol zahájení bohoslužby.
Bohoslužba slova je tvořena devíti biblickými úryvky: sedm je ze Starého zákona; nejdůležitější[zdroj?] z nich vypráví o přechodu Izraele Rudým mořem při vysvobození z egyptského otroctví Ex 14, 15 (Kral, ČEP). Jednotlivá čtení jsou od sebe oddělena zpívanými žalmy. Před Gloria následuje krátké slavnostní preludium a poté se znovu rozezní varhany a zvony a rozsvítí se celý kostel, poté následuje čtení z Nového zákona (List Římanům) a zazní velikonoční zpěv Aleluja (v Česku se pro tento účel často používá píseň Aleluja! Živ buď nad smrtí slavný vítěz). Bohoslužba vrcholí četbou evangelia o Ježíšově zmrtvýchvstání.
Po homilii následuje křestní bohoslužba. Nejprve se kněz a ministranti odeberou ke křtitelnici kde se posvětí křestní voda za zpěvu litanií ke všem svatým při kterých všichni přítomní stojí, poté kněz vloží velikonoční svíci (paškál) do vody, poté následuje zpěv písně Viděl jsem pramen vody. Katechumeni, kteří se připravili na křest, jsou o této noci pokřtěni a biřmováni (a jsou oblečeni do bílého roucha), a věřící, kteří se během postní doby na Velikonoce připravili, obnovují svoje křestní závazky. Svěcenou vodou se po Veliké noci opět plní kropenky v kostelích.
Závěr a vrchol velikonoční vigilie tvoří slavení eucharistie.
V evangelických církvích je velikonoční bohoslužba rozdělena podobně jako bohoslužba katolická. Pravoslavná bohoslužba mnohem více než liturgie západní staví o velikonoční noci na modlitbě hodin.